# ヨーク郡 (メイン州)
ヨーク郡（英: York County）はアメリカ合衆国メイン州内に位置する郡である。人口は21万1972人（2020年）で、州内で2番目に多い。郡庁所在地はアルフレッド。

## 地理
アメリカ合衆国統計局によると、この郡は総面積3,293 km2 (1,271 mi2) である。このうち2,566 km2 (991 mi2) が陸地で726 km2 (280 mi2) が水地域である。総面積の22.06%が水地域となっている。

### 隣接する郡
- オックスフォード郡 - 北
- カンバーランド郡 - 北東
- ロッキンガム郡 (ニューハンプシャー州) - 南西
- ストラッフォード郡 (ニューハンプシャー州) - 西
- キャロル郡 (ニューハンプシャー州) - 北西

## 人口動勢
2000年国勢調査で、この郡は人口186,742人、74,563世帯、及び50,851家族が暮らしている。人口密度は73/km2 (188/mi2) である。37/km2 (95/mi2) の平均的な密度に94,234軒の住宅が建っている。この都市の人種的な構成は白人97.56%、アフリカン・アメリカン0.42%、先住民0.24%、アジア0.73%、太平洋諸島系0.03%、その他の人種0.17%、および混血0.85%である。ここの人口の0.70%はヒスパニックまたはラテン系である。
この郡内の住民は24.80%が18歳未満の未成年、18歳以上24歳以下が6.90%、25歳以上44歳以下が30.00%、45歳以上64歳以下が24.80%、及び65歳以上が13.60%にわたっている。中央値年齢は38歳である。女性100人ごとに対して男性は94.50人である。18歳以上の女性100人ごとに対して男性は91.40人である。
この郡内の世帯ごとの平均的な収入は43,630米ドルであり、家族ごとの平均的な収入は51,419米ドルである。男性は36,317米ドルに対して女性は26,016米ドルの平均的な収入がある。この郡の一人当たりの収入 (per capita income) は21,225米ドルである。人口の8.20%及び家族の5.90% は貧困線以下である。全人口のうち18歳未満の9.90%及び65歳以上の8.50%は貧困線以下の生活を送っている。

## 都市および町
| - Acton - アルフレッド（郡庁所在地） - Arundel - Berwick - ビデフォード - Buxton - Cape Neddick - Cornish - Dayton - エリオット - Hollis - ケネバンク - ケネバンクポート - Kittery Point - キタリー - Lake Arrowhead - レバノン - Limerick - Limington | - Lyman - ニューフィールド - North Berwick - Ogunquit - オールドオーチャードビーチ - パーソンズフィールド - ソコー - サンフォード - Shapleigh - South Berwick - サウスエリオット - サウスサンフォード - Springvale - ウォーターボロ - ウェルズ - ウェストケニーバンク - ヨークハーバー - ヨーク |